# البرت دورکا
البرت دورکا (انگلیسی: Albert Dorca؛ زادهٔ ۲۳ دسامبر ۱۹۸۲) بازیکن فوتبال اهل اسپانیا است.
از باشگاه‌هایی که در آن بازی کرده‌است می‌توان به باشگاه فوتبال راسینگ سانتاندر، باشگاه فوتبال بارسلونا سی، باشگاه فوتبال رئال مورسیا، باشگاه فوتبال رئال ساراگوسا، باشگاه فوتبال ژیرونا، و باشگاه فوتبال الچه اشاره کرد.